# Авань поза
Авань поза (также авань брага, авань пия, букв. женская брага) — ежегодные женские братчины, проводившиеся в мордовских селениях с окончания сева до колошения хлебов. Их участницы — замужние женщины — молили богов об удачном урожае, благополучии своих семей. Потом устраивали общую трапезу: обязательно готовили мучные блюда и кашу, приносили яйца, хлеб, пиво, брагу (ими сбрызгивали посевы, скот, людей, чтобы лучше росли и плодились). На этом празднике женщины принимали в своё сообщество молодушек, вышедших замуж в течение года (со времени последней братчины). Заканчивали пиршество торжественным переносом кувшина с брагой в другой дом, где в следующем году этот ритуал повторится. 